# Pamela L. Gay
Pamela L. Gay (12 de diciembre de 1973) es una astrónoma, profesora, podcastera y escritora estadounidense, más conocida por su trabajo en podcasts astronómicos y en proyectos astronómicos sobre ciencia ciudadana. Es la directora de Tecnología y Ciencia Ciudadana para la Sociedad Astronómica del Pacífico. Sus intereses investigativos abarcan el análisis de datos astronómicos, así como el examen del impacto de las iniciativas de ciencias ciudadanas. También ha aparecido en varios documentales varias series documentales de televisión.
Participa en los esfuerzos de divulgación científica y educativa como directora de CosmoQuest, un proyecto de ciencia ciudadana destinado a involucrar al público en la investigación de la astronomía, hablar sobre temas de escepticismo científico y científico a nivel internacional y mediante podcasts educativos.

## Carrera
Gay obtuvo su Doctorado en Astronomía por la Universidad de Texas en Austin, en 2002, y tiene un Grado en Astrofísica por la Universidad Estatal de Míchigan en 1996. Es la Directora de Tecnología y Ciencia Ciudadana para la Sociedad Astronómica del Pacífico. Previamente, fue profesora asistente de investigación en el centro STEM de la Southern Illinois University Edwardsville. Formaba parte del Consejo (Junta de Directores) para la American Association of Variable Star Observers, y era Presidenta del Comité Educativo.
Fue copresidenta de los esfuerzos de los nuevos medios de comunicación de Estados Unidos con respecto al Año Internacional de la Astronomía, en 2009.

### Investigación
Las investigaciones de Gay se centran principalmente en la motivación de la participación científica con los medios y los científicos ciudadanos, así como en el análisis y visualización de datos para involucrar al público como aliados en el análisis de grandes conjuntos de datos. Otros de sus intereses son las estrellas variables RR Lyrae en relación con las cuales colabora con astrónomos tanto profesionales como aficionados de todo el mundo para reunir los datos necesarios.
Mientras que Gay es conocida por su ciencia ciudadana y por su trabajo de divulgación educativa, muchas de sus investigaciones han tratado sobre astronomía galáctica. El trabajo de Gay con David Lambert proporcionó confirmación de que los isótopos de magnesio (Mg) son primariamente un producto de nucleosíntesis en estrellas masivas, y demostró que algunas estrellas con conocidas "composiciones anómalas o peculiares también están marcadas por abundantes concentraciones de Mg isotópicas." Los resultados de Gay y Lambert han sido citados en la investigación de las propiedades de la constante de estructura fina utilizando sistemas de absorción en el espectro de los cuásares distantes.
El trabajo de Gay en la comunicación de la astronomía ha investigado las tendencias educativas relacionadas con el uso de podcasts, usando el podcast Slacker Astronomy como un caso de estudio. Investigadores de la Universidad de Sídney, en Australia, citaron el estudio, examinando los podcasts como un medio para apoyar la instrucción, aprovechando sus ventajas contra las limitaciones de tiempo de los estudiantes y las posibles limitaciones de ancho de banda.
El trabajo de Gay en Exploring the Motivations of Citizen Science Volunteers examinó el proyecto Zooniverse, el cual se desarrolló a partir de la iniciativaGalaxy Zoo, que había comenzado en 2007. Los investigadores que citaron este estudio concluyeron que "la respuesta del público fue extremadamente positiva," cosechando más de 60 millones de clasificaciones.

### CosmoQuest
Gay es la Directora del Proyecto de CosmoQuest, un proyecto de ciencia ciudadana y producto de la Sociedad Astronómica del Pacífico. El proyecto está asociado con las misiones de la NASA, tales como Dawn, la Lunar Reconnaissance Orbiter (LRO), MESSENGER, y Space Telescope Science Institute (STScI), para "construir una serie de proyectos que trazan un mapa de las superficies de los mundos rocosos y exploran las atmósferas de los planetas y cuerpos pequeños en el sistema solar."
El proyecto proporciona una interfaz para que los usuarios ayuden en la identificación, mapeo y caracterización de las características de la superficie, utilizando datos visuales proporcionados por las misiones de la NASA. El conteo de cráteres se describe como "un ejercicio valioso, pero es difícil de automatizar." Las características de la superficie, como el tamaño y la degradación de los cráteres, son identificadas por los usuarios individuales y enviadas al proyecto, donde se recopilan junto con las contribuciones de otros científicos ciudadanos.. Los proyectos de CosmoQuest han incluido Planet Mappers, Moon Mappers, Asteroid Mappers, y un futuro proyecto, Planet Investigators. Una aplicación de móvil está disponible como parte del proyecto del proyecto Moon Mappers, Moon Mappers Crater Decay.
CosmoQuest también ha brindado talleres para educadores, así como planes de estudio de astronomía en línea.

## Alcance educativo

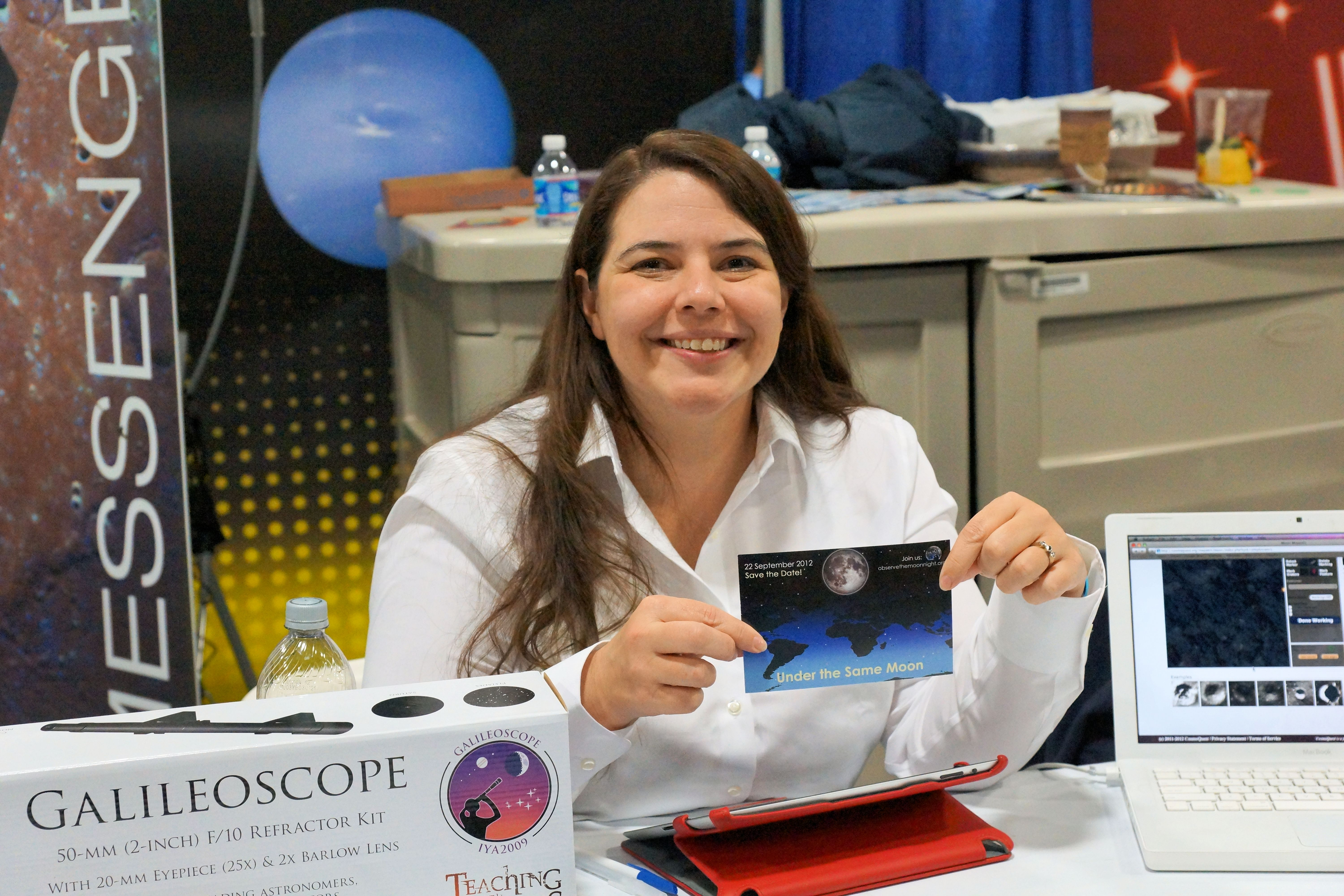
Pamela Gay en el USA Science and Engineering Festival en Washington D. C., 29 de abril de 2012

Gay participa en actividades de popularización de la astronomía y aboga por la colaboración "para crear una comunidad de ciencia entre el público". Es una participante astrónoma regular en el Virtual Star Party, un vídeo semanal en el que aparecen astrónomos profesionales y aficionados, que se incluyó en un documental de Google publicado en el discurso de apertura de la empresa en San Francisco en junio de 2012.
Así mismo, participa en la divulgación de escepticismo científico. En 2011, fue una de las oradoras en The Amaz!ng Meeting (TAM) en Las Vegas (Nevada) y participó en un panel junto a Bill Nye, Neil deGrasse Tyson y otros, titulado "Our Future in Space," el cual discutía y debatía el papel de los humanos y de la tecnología en las próximas exploraciones espaciales.
En TAM 2012, Gay fue una oradora principal del programa, en el que abogó por una acción positiva a nivel de la persona para implementar soluciones a los problemas de discriminación y aprovechar las oportunidades para promover la colaboración científica. Igualmente, ha escrito sobre su experiencia con respecto al sesgo de género en el campo de la ciencia y en el mundo académico.
Ha sido oradora de astronomía en DragonCon en Atlanta (Georgia) en 2012 y 2013, donde habló sobre los multiversos,: 103  así como sobre los "Limits of Skepticism" como parte de un panel de discusión con Margaret Downey, Tim Farley, Debbie Goddard, D.J. Grothe y Massimo Pigliucci.: 101 

## Podcasts
Gay copresenta el pódcast Astronomy Cast, un programa educativo que se estrenó en septiembre de 2006, con Fraser Cain. El programa cubre una variedad de temas, tales como el sistema solar, la cosmología, los agujeros negros y los conceptos erróneos sobre la astronomía, e intenta compartir "no solo lo que sabemos, sino también cómo sabemos lo que sabemos", según Cain.
Gay fue una de las cofundadoras de Slacker Astronomy, y fue una personalidad "en el aire" para el programa desde febrero de 2005 hasta el final de su primera iteración en septiembre de 2006.
En 2008, inició una lluvia de ideas por correo electrónico sobre posibles programas de "nuevos medios" para 2009, el Año Internacional de la Astronomía (IYA). En la discusión participaron Michael Koppelman de Slacker Astronomy, Phil Plait de Bad Astronomy, y otros involucrados en el IYA, y resultó en el pódcast 365 Days Of Astronomy. El pódcast iba a publicar un episodio por día durante el año 2009 entero y estaba planeado en un principio para llevarse a cabo durante ese año. Una de las piedras angulares del IYA era hacer la astronomía asequible y accesible para todo el mundo en América. Para hacer esto, 50 telescopios de potencia llamados Galileoscopios estaban disponibles para comprar en línea por solo 10 dólares cada uno. "Realmente puedes ver los anillos de Saturno", exclama Gay. También participó en el New Media Task Group. "Necesitamos comunicar todas estas ideas y lograr que las personas que no quieran salir al exterior se involucren en línea", dice Gay.
Desde 2009, Gay ha sido juez para el Premio Parsec, un conjunto de premios anuales creados para reconocer la excelencia en pódcast de ciencia ficción y pódcast de novelas.

## Premios y honores
- Premio Sigma Xi al Investigador del Año por la Universidad del Sur de Illinois Edwardsville — 2012[40]
- Premio al mejor educador en ciencias del año, la Academia de Ciencia — St. Louis — 2012[41]
- "Mejor infoentretenimiento" Premio Parsec para Elenco de Astronomía - Finalista 2007 — 2009,[42][43][44] 2011 – 2012[45][46]
- "Mejor infoentretenimiento" Premio Parsec para 365 Días de Astronomía - Finalista 2010 – 2012,[47] Ganadora 2009

## Vida personal
Gay vive en el sur de Illinois con su marido y es también una ávida aficionada a los caballos.
Nacida en California, declaró que una fuente de inspiración temprana cuando vivía en California era "llegar a ver las estelas del transbordador espacial al aterrizar en la Base de la Fuerza Aérea Edwards", así como ver imágenes en televisión de las misiones Voyager pasando Júpiter en 1979 a los cinco años.
Mientras estaba en el segundo grado, Gay se mudó con sus padres a Westford (Massachusetts), al que describe como un "pueblo bastante pequeño," con la ventaja de que, al ser una población rural, podían verse desde allí los cielos oscuros. Además, en el pueblo se halla el Observatorio Haystack, donde trabajó durante el último curso del instituto.

## Apariciones en los medios
Gay ha aparecido como ella misma en varios episodios de series de televisión documentales.
| Año  | Programa     | Episodio(s)                                      | Notes                    |
| ---- | ------------ | ------------------------------------------------ | ------------------------ |
| 2015 | The Universe | Episodio #9.01 - "Omens of Doom"                 | Serie documental para TV |
| 2013 | Top Secrets  | Episodio #1.02 - "Doomsday"                      | Serie documental para TV |
| 2012 | The Universe | Episodio #6.11 - "Deep Freeze"                   | Serie documental para TV |
| 2009 | The Universe | Episodio #4.11 - "Science Fiction, Science Fact" | Serie documental para TV |
| 2009 | The Universe | Episodio #4.08 - "Space Wars"                    | Serie documental para TV |